# Adams, Ilocos Norte
Adams este un orășel cu 1785 loc. (2010) în provincia Ilocos Norte din Filipine.